# Gekkan Shōnen Gangan
Gekkan Shōnen Gangan (jap. 月刊少年ガンガン, auch Monthly Shonen Gangan) ist ein japanisches Manga-Magazin, das sich an ein jugendliches männliches Publikum richtet und daher zur Shōnen-Kategorie gezählt wird. Es erschien zunächst seit dem 12. März 1991 bei Enix und nach dessen Fusion mit Square bei Square Enix. Es hat über 600 Seiten und konzentriert sich auf die Genres Action, Abenteuer, Fantasy und Science-Fiction. 

## Serien (Auswahl)
- 666 – Satan von Seishi Kishimoto
- A Man and His Cat von Umi Sakurai
- Barakamon von Satsuki Yoshino
- Blast of Tempest von Kyō Shirodaira, Ren Saizaki und Arihide Sano
- Detektiv Loki von Sakura Kinoshita
- Doubt von Yoshiki Tonogai
- Dragon Quest Retsuden: Roto no Monshō von Chiaki Kawamata, Junji Koyanagi und Kamui Fujiwara
- Tatoeba Last Dungeon Mae no Mura no Shōnen ga Joban no Machi no Shokudō de Hataraku Nichijō Monogatari von Toshio Satō und Souchuu
- Fullmetal Alchemist von Hiromu Arakawa
- Guardian of the Spirit von Kamui Fujiwara
- Guilty Crown von Yōsuke Miyagi und Shion Mizuki
- Hameln no Violin Hiki von Michiaki Watanabe
- Handa-kun von Satsuki Yoshino
- Heroman von Stan Lee und Tamon Ōta
- Im – Great Priest Imhotep von Makoto Morishita
- Jungle wa Itsumo Hare nochi Gū von Renjuro Kindaichi
- Jūshin Enbu von Hiromu Arakawa und Huang Jin Zhou
- Kingdom Hearts von Shiro Amano
- Mahōjin Guru Guru von Hideyuki Etō
- Mangaka-san to Assistant-san to von Hiroyuki
- Material Puzzle von Masahiro Totsuka
- Nagasarete Airantō von Takeshi Fujishiro
- Ninpen Manmaru von Mikio Igarashi
- One Room, Hi Atari Futsū, Tenshi Tsuki. von Matoba
- Peace Maker von Nanae Chrono
- Saki: Achiga-hen episode of side-A von Ritz Kobayashi und Aguri Igarashi
- Shao, die Mondfee von Minene Sakurano
- Shikabane Hime von Yoshiichi Akahito
- Soul Eater von Atsushi Ōkubo
- Soul Eater Not! von Atsushi Ōkubo
- Spiral – Gefährliche Wahrheit von Kyō Shirodaira und Eita Mizuno
- To Aru Majutsu no Index von Kazuma Kamachi und Chuya Kogino
- Tokyo Underground von Akinobu Uraku
- Twin Signal von Sachi Oshimizu
- UFO Princess Walküre von Kaishaku
- Wie es Miss Beelzebub gefällt von Matoba